# クレママ
『クレママ』は、2015年4月3日から2016年9月30日まで中京テレビで放送されていた生活情報番組である。
『4U』に替わってスタートした番組で、主婦をターゲットにした内容で放送。番組のコンセプトは「主婦向け授業」で、週に1回視聴するだけで誰でも「クレバーなママ」になれると標榜していた。
放送時間は毎週金曜 10:25 - 11:00 （日本標準時）。『4U』よりもさらに前の『ラッキーフライデー!!』の時間帯へと戻ったことにより、日本テレビの『スッキリ!!』金曜放送分は中京テレビでもフルネットとなった。

## 出演者
- パーソナリティー：篠山輝信、松岡陽子（中京テレビアナウンサー）
- プレゼンター：MAG!C☆PRINCE（2015年10月から出演[2]）、正木裕美（弁護士）、佐井祐里奈、東柊（中京テレビアナウンサー）
- 法律コーナー担当：篠田恵里香（弁護士）[3]、正木裕美（弁護士）

## コーナー
☆印のあるものは『4U』からの引き継ぎコーナー。
- 特集コーナー（固有コーナー名無し）
- パパッと検証！クックパッドレシピ
- クレママエンタメ ☆
- クレママ旬情報 ☆
- 名古屋アンパンマンこどもミュージアム＆パーク ☆
- 法律コーナー（月に1回）

## 放送事故
2015年5月22日放送分において、83秒にわたって映像が乱れるなどの放送事故が発生した。番組は放送内容の一部を変更し、予備系統への切り替えをすることで対処した。中京テレビは、映像機器の故障が事故の原因と発表した。